# Palazzo della Nazione Picena

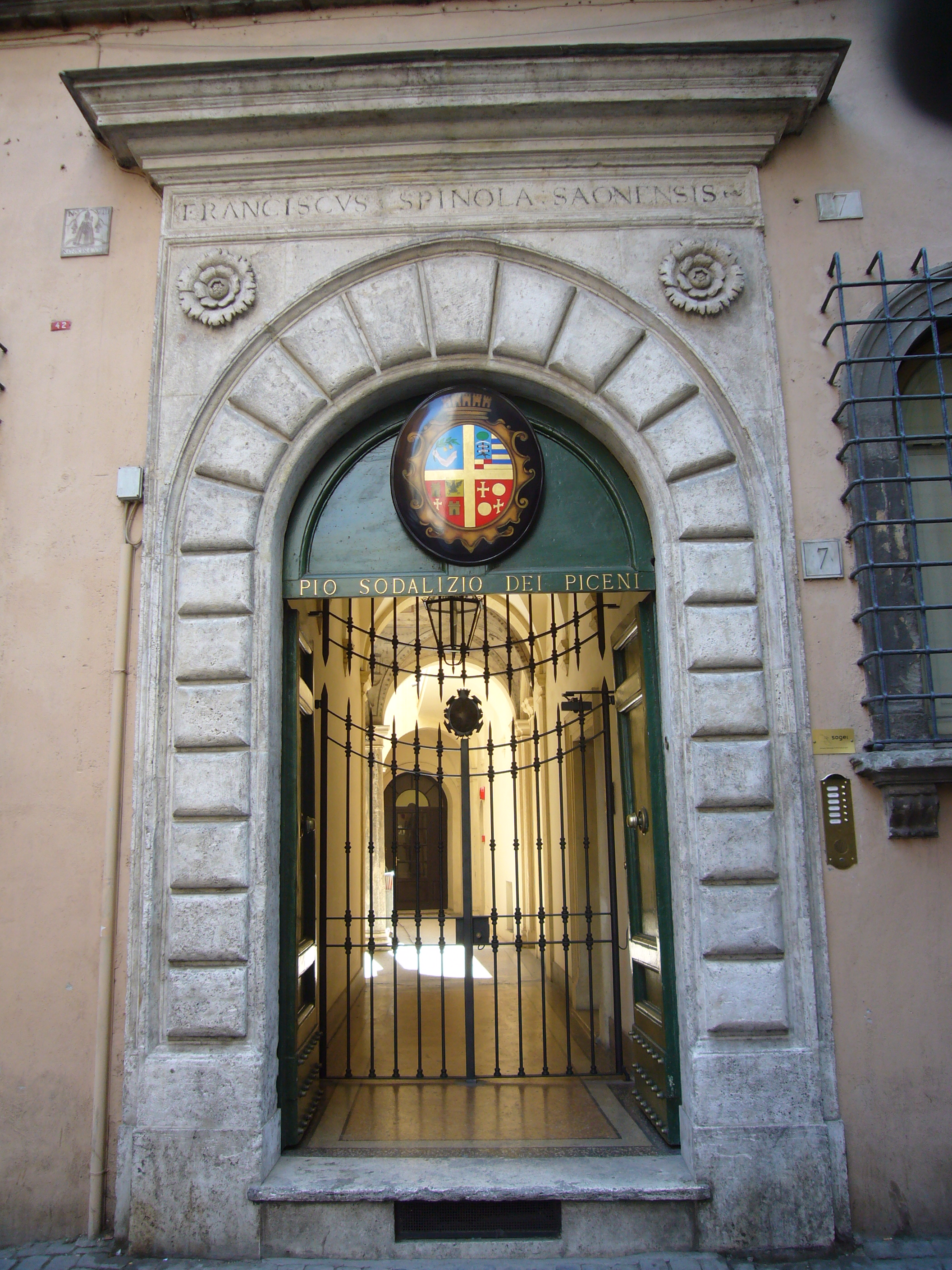
Portal do palácio.

Palazzo della Nazione Picena, conhecido também como Palazzo di Sisto V, é um palácio localizado no número 42 da Via di Parione, no rione Parione de Roma.

## História
Este palácio, construído no século XV, para Amanieu d'Albret, irmão de Carlota, a esposa de Cesare Borgia, filho do papa Alexandre VI, que foi criado cardeal em 1500. Contudo, ele viveu ali por um breve período, pois teve que deixar Roma após a eleição do papa Júlio II em 1503, um feroz inimigo dos Bórgia. Um documento de 23 de fevereiro de 1579 informa que Herrera & Costa, proprietários de um banco, firmaram a aquisição de um palácio de propriedade de Francesco Spinola provavelmente com o objetivo de ali instalar a sede do próprio banco. 
Porém, o palácio é conhecido também como Palazzo di Sisto V por ter sido adquirido pelo papa Sisto V em 1589, que provavelmente jamais viveu ali e o deu como presente à sua sobrinha, Flavia Peretti, quando ela se casou com Virginio Orsini, duque de Bracciano, que encomendou uma grande reforma e redecorou o edifício; ali ele recebeu como hóspede Torquato Tasso. Com a morte de Flavia, Virginio cedeu a propriedade a parentes e estes o venderam o 1613 ao monsenhor Giovanni Andrea Castellani, que, por sua vez, em 1645, doou o palácio à Confraternita della Santa Casa di Loreto dei Piceni, constituída em 1677 como arquiconfraternidade e transformada, em 1899, no Pio Sodalizio dei Piceni. Piceno é o nome de uma região da Itália antiga correspondente ao sul da região das Marcas e é terra natal de Sisto V, nascido em Ascoli Piceno. A mesma confraternidade adquiriu também a igreja vizinha de San Salvatore in Lauro. O palácio foi novamente restaurado em 1930 sob a direção do engenheiro Bino Malpesti.

## Descrição
A fachada, em dois pisos separados por uma cornija marcapiano, tem janelas curvas e arquitravadas no primeiro piso. No térreo, ela se abre num belo portal arquitravado com arco de silhares rusticados decorado com a rosa dos Orsini e com a inscrição "FRANCISCUS SPINOLA SAONENSIS. No portão está a inscrição PIO SODALIZIO DEI PICENI e um grande brasão da associação. Entre o primeiro e o segundo piso está uma placa que indica a propriedade dos picenos com a imagem esculpida de Nossa Senhora de Loreto. Coroando a fachada está um rico beiral decorada com um friso com putti e volutas; acima está uma faixa esculpida com cabeças de urso com uma rosa na boca, ambos elementos heráldicos dos Orsini.
O átrio leva a um pequeno pátio interno porticado e decorado com grotescos atribuídos a Giovanni da Udine ou a Baldassarre Peruzzi; acima está uma lógia dupla e um terraço suspenso, provavelmente um projeto de Giacomo della Porta, no interior do qual estão seis afrescos de Cesare Arbasia, um pintor maneirista. Do terraço se chega, passando por uma outra lógia com afrescos de Cavalier d'Arpino, ao apartamento ducal, decorado com teto de madeira e afrescos de figuras alegóricas. Três ambientes do piso térreo abrigam uma biblioteca, rica em códices iluminados, e um arquivo.